# María Fernanda Espinosa

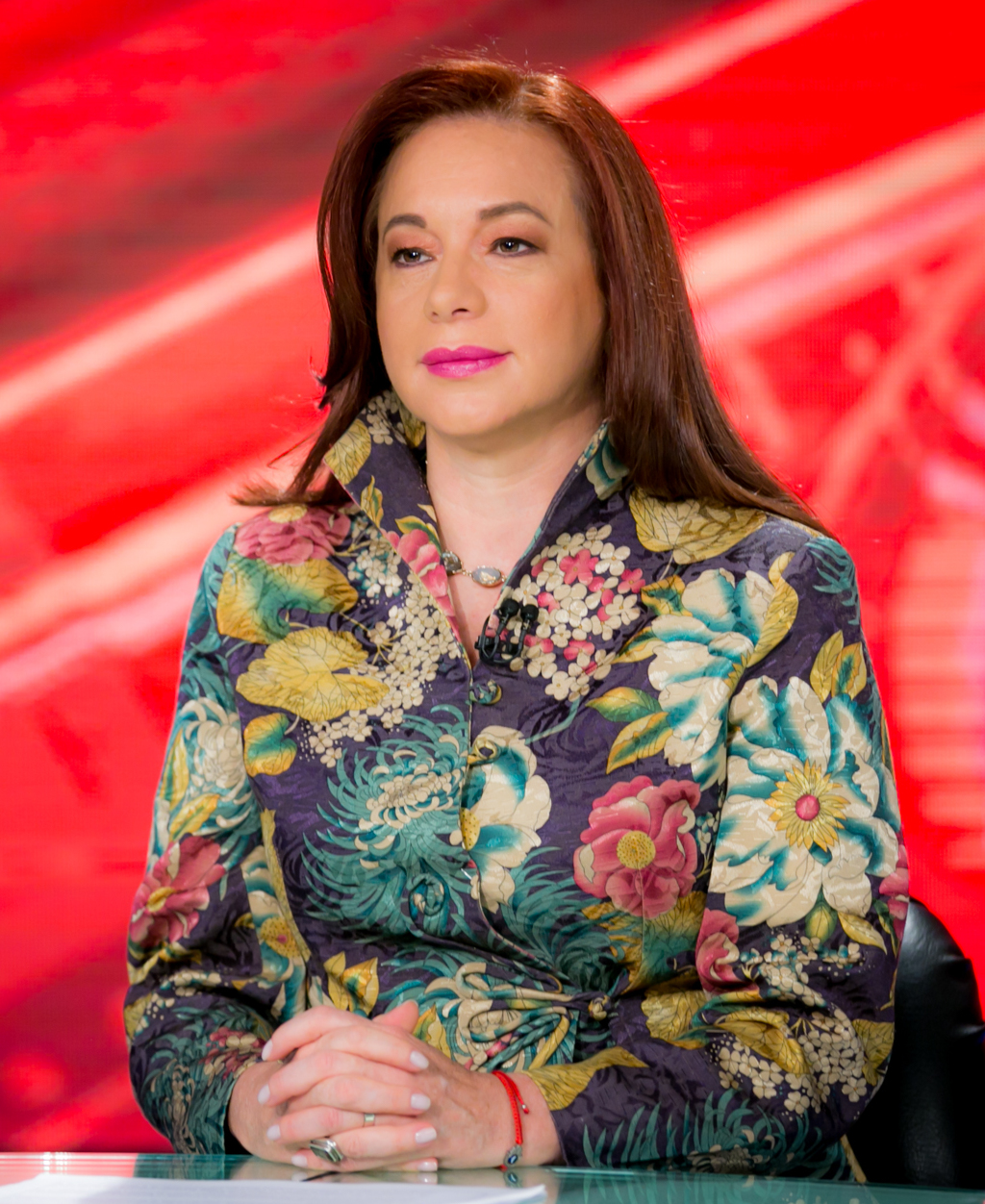
María Fernanda Espinosa, 2017

María Fernanda Espinosa Garcés (* 7. September 1964 in Salamanca) ist eine ecuadorianische Politikerin.

## Leben
María Fernanda Espinosa Garcés hat einen Master-Abschluss in Sozialwissenschaften und Amazonas-Studien sowie einen Postgraduierten-Abschluss in Anthropologie und Politikwissenschaft von der Facultad Latinoamericana de Ciencias Sociales, Quito, und einen Bachelor-Abschluss in Angewandter Linguistik von der Pontificia Universidad Católica del Ecuador.
Mit der Wahl von Rafael Correa zum Präsidenten Ecuadors wechselte Espinosa von Tätigkeiten für Nichtregierungsorganisationen und staatliche Einrichtungen des Naturschutzes, insbesondere des ecuadorianischen Teiles des Amazonas-Regenwaldes, in die Politik.
- Im Kabinett von Rafael Correa war sie von Januar bis Dezember 2007 Außenministerin.
- Von März 2008 bis September 2009 war sie Ständige Vertreterin Ecuadors bei den Vereinten Nationen.
- Von Oktober 2009 bis November 2012 war sie Ministerin für das nationale Kultur- und Naturerbe.
- Von November 2012 bis September 2014 war sie Verteidigungsministerin.
- Von Oktober 2014 bis Mai 2017 vertrat sie Ecuador bei den Vereinten Nationen in Genf.
- Im Kabinett von Lenín Moreno war sie von Mai 2017 bis Juni 2018 erneut Außenministerin.

Die Generalversammlung der Vereinten Nationen wählte am 5. Juni 2018 María Fernanda Espinosa zur Vorsitzenden – als vierte Frau in der Geschichte der Vereinten Nationen. Sie hat ihr Amt als 73. Präsidentin der Generalversammlung am 18. September 2018 angetreten und übte es bis zum 16. September 2019 aus.
María Fernanda Espinosa engagiert sich als Ratsmitglied des World Future Council für die Rechte zukünftiger Generationen. Sie hat mehrere Bände Gedichte veröffentlicht.